# Thomas Churchyard
Thomas Churchyard född 1520, död 1604, var en engelsk författare.
Churchyard tjänstgjorde i flera krig och var bland annat med vid slaget vid Pinkie Cleugh Erfarenheter från detta använde han sig sedan av i sin diktning. Churchyard sponsrades av flera framstående mecenater, bland annat Henry Howard, earl av Surrey och Edward de Vere, 17:e earl av Oxford.
Churchyard författade flera verk till drottning Elisabets ära.